# Élie Lazard
Élie Lazard (3 novembre 1831, Frauenberg - 10 février 1897, Paris 8e), est un banquier franco-américain, quatrième frère de la famille Lazard à avoir intégré la direction de la société Lazard Frères & Co.

## Biographie

### Origines familiales
Élie II est le sixième enfant et quatrième fils d'Élie Lazard (1796-1831), négociant-maquignon, et d'Esther Aron (1798-1875). Cette dernière est issue d’une vieille famille phalsbourgeoise de colporteurs enrichis dans la fourniture aux armées, laquelle avait apporté une dot conséquente, avant de se remarier, une fois veuve d’Élie, à Kan Moïse Cahn (1794-1872).

### Carrière aux États-Unis
En 1840, avec ses frères, Élie II quitte la Lorraine pour la Nouvelle-Orléans et, le 1er juillet 1843, son frère aîné Alexandre y fonde l’affaire familiale, laquelle, à la suite de l’incendie ayant ravagé leurs magasins, ainsi qu’une partie de la ville, se transporte ensuite à San Francisco. C’est l’époque de la Ruée vers l’or, mais les frères Lazard, au lieu d’endosser tous les risques de la recherche comme tant d’autres, choisissent de les approvisionner en matériel minier ou en matériaux de construction, important quotidiennement les indispensables cotonnades, sachant ainsi profiter de ce débordement d’humains & de constructions envahissant soudain la Californie. D’après Mark Twain, cette manufacture « fabrique avec la laine californienne toutes sortes d’articles qu’elle défie l’Amérique entière d’égaler »,.
Le 20 juillet 1858, voit le jour une nouvelle société commerciale, de « commission-exportation » intitulée Lazard Frères dont le siège est, cette fois, fixé à Paris, avec correspondance à San-Francisco, propriété d’Alexandre Lazard (de Paris), Simon Lazard (de San-Francisco), et Élie Lazard (de San-Francisco), lequel fait le trajet pour la circonstance.
Au 1er janvier 1864, la signature appartient désormais à cinq associés : les trois frères ci-dessus, auxquels s’adjoignent leur beau-frère Alexandre Weill (1834-1906) (aïeul des David-Weill), enfin leur demi-frère David Cahn (-1916) (aïeul des Raphaël et des Lang).

### Retour en France (1866)
En 1866, Élie rejoint ses frères à Paris, au 13, rue Richer, près des Folies Bergère. « Administrateur de plusieurs sociétés, président de la Société française de bienfaisance mutuelle et défenseur de nombreuses causes, il a noué en quinze ans de multiples attaches. M. Lazard a fait le plus grand bien à ceux qui sont dans la peine, quelle que soit leur nationalité ou leur croyance, commente l’Alta California. Nous pouvons seulement espérer que l’Europe ne parviendra pas à le retenir, car la Californie ne peut se permettre de perdre un homme tel que lui »,,,,.
Son mariage est célébré le 12 mars 1867 : « Une réception fastueuse suit la cérémonie religieuse, où l’on croise de nombreux membres du corps législatif, ainsi qu’un large contingent de Californiens. Les jeunes mariés prennent le train le soir même et se rendent à Marseille, d’où ils gagnent l’Italie. Ils visitent Gênes, Pompéi, Rome, Venise et Trieste, séjournent à Vienne et à Prague, puis reviennent vers la France par la route de l’Allemagne, s’arrêtant encore à Dresde et à Leipzig. »

### L’épisode londonien (1870)
Pendant la Guerre de 1870, Elie s’enrôle dans la Garde nationale et, après la défaite de Sedan, s’en va, accompagné de sa femme, à peine remise d’une fausse couche, et de leurs deux fils, rejoindre son frère Alexandre à Londres, lequel vient d’y ouvrir un bureau en bordure de Hyde Park,.

### Retour définitif  à Paris (1884)
Le 1er juillet 1876 est la date de constitution de la banque en tant que telle, dont la raison sociale devient Lazard Frères et Cie. Et c’est en 1884 qu’Alexandre Weill, Elie et Simon Lazard s’installent désormais à Paris, transportant le siège de la banque boulevard Poissonnière.
« Sa santé se détériore à l’automne 1896, et malgré les soins que lui prodiguent son épouse et ses enfants, il meurt le 10 février 1897. Ses obsèques ont lieu au cimetière Montparnasse. Les couronnes avaient été envoyées en si grand nombre qu’on a dû les charger devant le corbillard sur un char spécial, rapporte un journaliste. Après M. le grand rabbin Zadoc Kahn, M. Charles Ferry, frère du regretté Jules Ferry et ami de la famille, a prononcé sur la tombe un discours émouvant. Alexandre Weill rend lui aussi hommage à son cousin : Il avait acquis l’estime et l’amitié de tous ceux qu’il côtoyait, en affaires comme en privé. C’était un ami à toute épreuve. »

## Famille
Appartenant à cette célèbre famille franco-américaine de banquiers originaire de Bohème et établie en Alsace au XVIIIe siècle, il épouse à Paris IXe le 12 mars 1867 « la très riche et désirable » (Sabouret, p. 46) Marie Goudchaux, née à Paris XVIe le 6 mars 1847, morte à Paris XVIe le 7 mai 1931, fille de Michel Goudchaux, ministre des finances du gouvernement de Louis Blanc en 1848, d’où quatre enfants :
1. Thérèse Elisa Lazard, d’où une fille unique : Geneviève Thibault, la musicologue bien connue.
2. Raymond Jacques Sylvain Lazard, né le 26 février 1877, mort à Marrakech (Maroc) le 27 novembre 1953, auteur d’une biographie de son grand-père le ministre Goudchaux[14], dont postérité éteinte.
3. Robert Lazard, né à Paris VIIIe le 6 mai 1869, mort en déportation en 1944, dont postérité éteinte.
4. Michel Élie Lazard, né à Paris le 17 mars 1868, mort à Paris XVIIe le 9 juillet 1928, célibataire et sans postérité[5],[14].

## Sources
- Henry COSTON, Dictionnaire des dynasties bourgeoises et du monde des affaires, Éditions Alain Moreau, 1975.
- Didier LAZARD, Simon Lazard (1828-1898), Félin, 1988.
- Raymond LAZARD, Michel Goudchaux (1797-1862) son œuvre et sa vie politique, Paris, Félix Alcan, 1907.
- Daniel LEVY, Les Français en Californie. Hachette, 1884.
- Guy-Alban de ROUGEMONT, Lazard Frères. Banquiers des Deux Mondes (1840-1939), Fayard, 2010.
- Anne SABOURET, MM Lazard Frères et Cie. Une saga de la fortune, Olivier Orban, 1987.